# Маннерсдорф-ан-дер-Рабниц
Маннерсдорф-ан-дер-Рабниц (нем. Mannersdorf an der Rabnitz) — община (нем. Gemeinde) в Австрии, в федеральной земле Бургенланд.
Входит в состав округа Оберпуллендорф. Население составляет 1818 человек (на 31 декабря 2005 года). Занимает площадь 38,4 км². Официальный код — 1 08 11.

## Политическая ситуация
Бургомистр общины — Рудольф Драскофитс (АНП) по результатам выборов 2007 года.
Совет представителей общины (нем. Gemeinderat) состоит из 21 места.
- АНП занимает 11 мест.
- СДПА занимает 10 мест.